# Jürgen Spieß

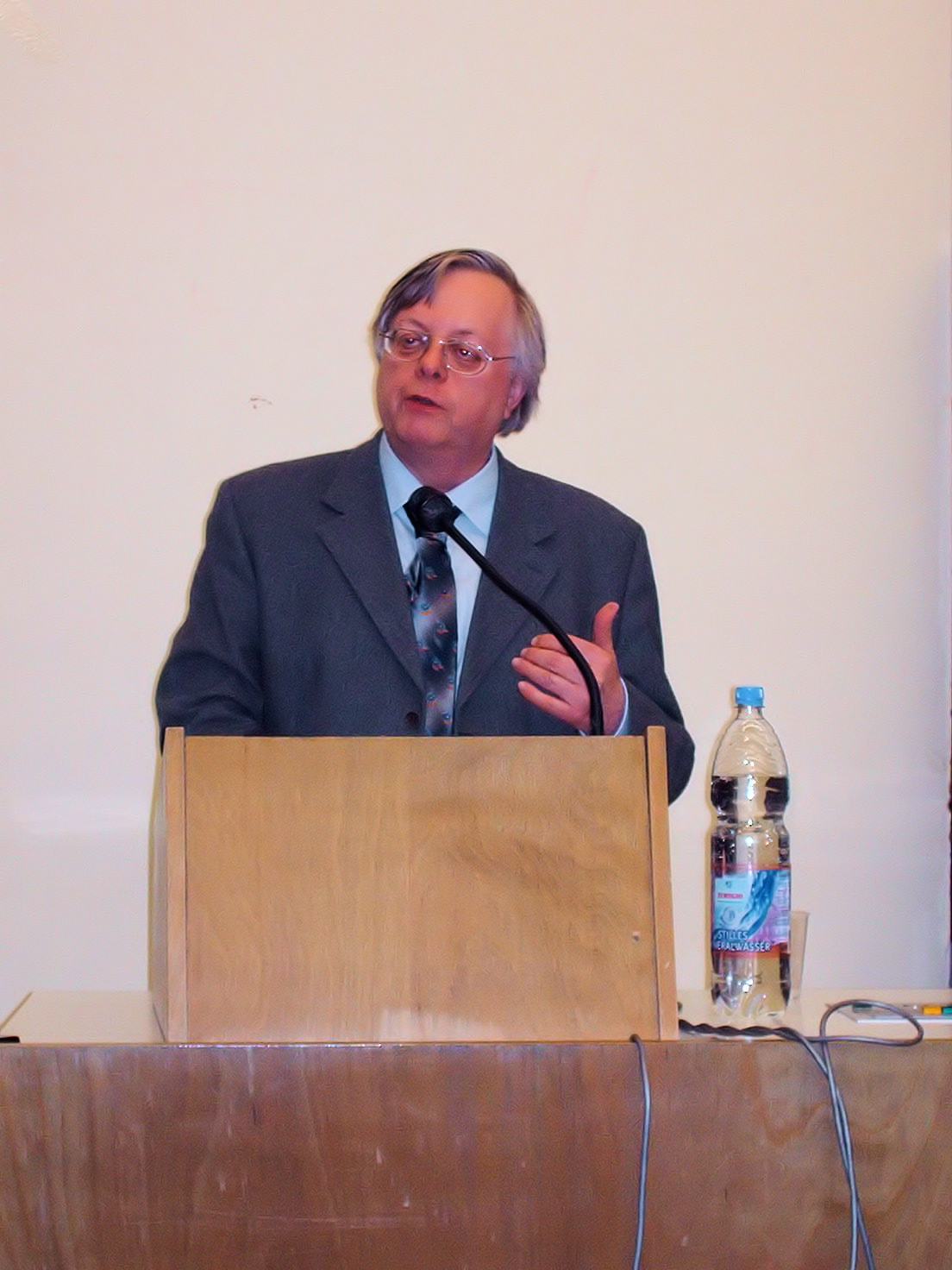
Jürgen Spieß bei einem Vortrag

Jürgen Spieß (* 27. März 1949 in Dillenburg) ist ein deutscher Althistoriker, Autor und Gründer des Instituts für Glaube und Wissenschaft.

## Leben
Spieß studierte von 1968 bis 1970 in Gießen (Geschichte, Russisch und Latein) und von 1970 bis 1975 in München (Alte Geschichte, Ägyptologie und Systematische Theologie). Er wurde 1975 bei Hermann Bengtson in Alter Geschichte promoviert. Seine 100 Seiten umfassende Dissertation zur Usurpation des Avidius Cassius fand recht breites Echo in der einschlägigen Literatur, obwohl sie lediglich über Pflichtexemplare publiziert wurde.
Von 1984 bis 1999 war Spieß Generalsekretär der Studentenmission in Deutschland (SMD). 1999 gründete er das Institut für Glaube und Wissenschaft, das er bis 2015 leitete. Er hält regelmäßig Vorträge an Hochschulen im In- und Ausland. Seit 1990 wurde er mehrfach auch von sowjetischen und russischen Universitäten zu Vortragsreisen eingeladen, wobei die Universität von Akademgorodok (Nowosibirsk) eine besondere Rolle spielt.
Im Laufe der Zeit veröffentlichte er zahlreiche Werke zum christlichen Glauben sowie zum Spannungsverhältnis zwischen Wissenschaft und Religion. Von 2004 bis 2015 war er Herausgeber der Reihe Glaube und Wissenschaft im Brockhaus Verlag (Witten). In seinen Vorträgen und Aufsätzen setzte er sich immer wieder mit den Werken des britischen christlichen Autors C. S. Lewis auseinander.

## Positionen
Spieß wurde als Doktorand der Alten Geschichte gläubiger Christ, nachdem er durch einen Verkehrsunfall seine Familie verloren hatte.
Spieß vertritt die Ansicht, dass die Texte des Neuen Testaments aus althistorischer Sicht zuverlässig seien. Diese Glaubwürdigkeit gilt für ihn auch in Bezug auf die Berichte über Wundertaten und die Auferstehung.
Mit seiner zweiten Frau hat er eine Tochter mit Down-Syndrom. Fragen nach der Auferstehung und medizinischer Ethik sind für ihn nach eigener Aussage daher nicht nur historisch und wissenschaftlich, sondern existenziell relevant.

## Veröffentlichungen (Auswahl)
- Avidius Cassius und der Aufstand des Jahres 175. Dissertation, LMU München, 1975.
- Nach der Wahrheit fragen. Antworten von C.S. Lewis. Ausgewählt und eingeleitet von Jürgen Spieß. Brunnen-Verlag, Gießen / Basel 1984, ISBN 3-7655-3223-1; 6. Auflage 2007, ISBN 978-3-7655-3223-8.
- Jesus für Skeptiker. Brockhaus, Wuppertal/Zürich 1990, ISBN 3-417-22037-8; 16. Auflage 2019, ISBN 3-417-20611-1 (übersetzt ins Serbische, Niederländische, Polnische, Dänische).
- Ist Jesus auferstanden? Ein Historiker zur Auferstehung von Jesus Christus. 7. Auflage. SMD, Marburg 2020, DNB 1012143139 (Übersetzungen ins Russische, Italienische, Dänische).
- Alles relativ? Brockhaus, Wuppertal 1992, ISBN 3-417-20445-3 (Übersetzung ins Italienische).
- Der Heilige Geist ist kein Skeptiker. Anfragen an die historisch-kritische Bibelauslegung. Deutsche Nationalbibliothek, Leipzig 2019 (Original 1993).
- Aus gutem Grund: Warum der christliche Glaube nicht nur Glaubenssache ist. Brockhaus, Wuppertal 1998, ISBN 3-417-20552-2, 2. Auflage: Jota, Hammerbrücke 2010, ISBN 978-3-935707-50-3.

Aufsätze
- Der Preis der Mündigkeit – Die alte Frage nach dem gnädigen Gott in einem neuen Gewand. In: Porta. 35, 1984, S. 27–30.
- Von Gottes Handeln in der Geschichte. In: Evangelium und Wissenschaft. 23, 1992, S. 20–37.
- Dostojewskij – prorok XX weka. In: Poisk (Zeitschrift der russischen Akademie der Wissenschaften). 19/98, S. 13.
- Religia u weroterpimost. In: Poisk (Zeitschrift der russischen Akademie der Wissenschaften). 6/99, S. 13.
- Die Geschichtlichkeit der Heiligen Schrift. In: Sven Grosse u. a. (Hrsg.): Gotteswort im Menschenwort? SMD, Marburg 1999, S. 42–56.
- Dostojewskij und das Neue Testament. In: Roland Opitz u. a. (Hrsg.): Deutsche Dostojewskij-Gesellschaft, Jahrbuch 1999. Band 6. Frankfurt am Main 1999, S. 121–132.
- Den Himmel überlassen wir den Engeln und den Spatzen – Vom Himmel reden und vom Himmel schweigen. In: Transparent Spezial. 1/2000, S. I–IV.
- Töten oder sterben lassen – Anmerkungen zur Euthanasiedebatte. In: Rolf Hille u. a. (Hrsg.): Ein Mensch – was ist das? Wuppertal 2004, S. 250–259.
- Streit um Jesus – Gespräch mit Gerd Lüdemann. In: idea Spektrum. 33/2009, S. 18–20.
- Warum ich trotz des Leids in der Welt Christ bin. In: idea Spektrum. 44/2020. S. 24–25.
- Wenn das Weizenkorn, das in die Erde fällt, nicht stirbt. Zum 200. Geburtstag von F.M. Dostojewskij. In: Pro – Das christliche Medienmagazin. 5/2021, S. 34–36.
- Plötzlich und unerwartet. In Stephan Lange (Hrsg.): Warum ich trotzdem glaube. Neukirchener Verlagsgesellschaft, Neukirchen-Vluyn 2022, ISBN 978-3-7615-6825-5, S. 69–78.